# Daniele Nardello
Daniele Nardello (nascido em 2 de agosto de 1972) é um ex-ciclista italiano que competia em provas de estrada.
Vencedor de uma etapa do Tour de France e duas etapas da Volta à Espanha. Competiu na estrada individual, representando a Itália nos Jogos Olímpicos de 2004 em Atenas. Foi profissional entre 1994 e 2009.